# Mexicos nationalvåben
Mexicos våben viser en ørn siddende på en kaktus mens den fortærer en slange.
Våbenskjoldet er oprindeligt fremstillet af aztekerne og stammer fra legenden om grundlæggelsen af byen Tenochtitlan. Den fortæller, at aztekerne, på det tidspunkt en nomadisk stamme, vandrede igennem Mexico i søgen efter et guddommeligt tegn, der ville vise det præcise sted, hvor de skulle bygge deres hovedstad. Deres gud Huitzilopochtli havde befalet dem at finde en ørn, der fortærede en slange, siddende på toppen af en kaktus, der voksede på en klippe stående i midten af en sø. Efter to hundrede års vandring fandt de det lovede tegn på en lille ø i den sumpede Texcoco-sø. Her grundlagde de så deres hovedstad, Tenochtitlan.
| Artikelstump | Spire Denne artikel om et rigsvåben eller statsvåben er en spire som bør udbygges. Du er velkommen til at hjælpe Wikipedia ved at udvide den. |